# I. Armeekorps
I. Armeekorps var en tysk armékår under andra världskriget. Kåren sattes upp den 1 oktober 1934.

## Bakgrund
I. Armeekorps bildades i Königsberg och sattes i samband med den tyska mobiliseringen den 26 augusti 1939 på krigsfot.
Kåren deltog i invasionen av Polen 1939 och slaget om Frankrike 1940 och kom resten av kriget att strida på östfronten. I. Armeekorps stred på norra delen av östfronten och avslutade kriget i Kurlandfickan.

## Invasionen av Polen 1939

### Organisation
Armékårens organisation den 1 september 1939:
- 11. Infanterie-Division
- 61. Infanterie-Division

## Operation Barbarossa

### Organisation
Armékårens organisation den 22 juni 1941:
- 21. Infanterie-Division
- 1. Infanterie-Division
- 11. Infanterie-Division

## Befälhavare
Kårens befälhavare:
- General der Artillerie Georg von Küchler  1 april 1937–26 augusti 1939
- General der Artillerie Walter Petzel  26 augusti 1939–25 oktober 1939
- General der Infanterie Kuno von Both  26 oktober 1939–1 april 1943
- General der Infanterie Otto Wöhler  1 april 1943–14 augusti 1943
- General der Infanterie Carl Hilpert  1 januari 1944–20 januari 1944
- Generalleutnant Walter Hartmann  20 januari 1944–30 mars 1944
- General der Infanterie Carl Hilpert  1 april 1944–1 augusti 1944
- General der Infanterie Theodor Busse  1 augusti 1944–20 januari 1945
- General der Infanterie Friedrich Fangohr  20 januari 1945–20 april 1945

Stabschef:
- Generalmajor Herbert von Böckmann  10 november 1938–1 augusti 1939
- Oberst Walter Weiß  26 augusti 1939–1 september 1940
- Oberstleutnant Paul Scheuerpflug  1 september 1940–1 december 1940
- Oberst Otto von Kries   10 december 1940–26 november 1941
- Oberst Jobst von Hanstein   28 november 1941–26 december 1941
- Oberst Ernst-Anton von Krosigk  28 december 1941–7 maj 1942
- Oberstleutnant Joachim Ziegler  7 maj 1942–18 juni 1942
- Oberst Ernst-Anton von Krosigk  18 juni 1942–20 juni 1942
- Oberst Bernhard von Chevallerie   20 juni 1943–5 mars 1944
- Oberst Heinz von Ziegler und Klipphausen   5 mars 1944–1 april 1945
- Oberst Bolko von der Heyde  1 april 1945–1 maj 1945